# Plhudsonia partita
Plhudsonia partita är en tvåvingeart som beskrevs av Ole Anton Saether 1982. Plhudsonia partita ingår i släktet Plhudsonia och familjen fjädermyggor. Inga underarter finns listade i Catalogue of Life.